# موسیقی دوران نو
موسیقی دوران نو (به انگلیسی: New-age music) یا نیو اِیج یکی از سبک‌های شناخته‌شدهٔ موسیقی است که هدفش الهام‌بخشی هنری، ایجاد آرامش روحی و مثبت‌اندیشی می‌باشد. شنوندگان این سبک موسیقی معمولاً از آن برای یوگا، مراقبه، مطالعه، مهار استرس، یا ایجاد فضای آرامش‌بخش استفاده می‌کنند. این نوع موسیقی مرتبط با جنبش عصر جدید و همچنین محیط زیست گرایی دانسته می‌شود. هارمونی‌ها در موسیقی نیو ایج از نت‌های تکرارشونده بم - که عموماً از واریاسیون‌های مختلف یک الگو به‌دست می‌آیند - ساخته می‌شوند. در بسیاری از نمونه‌های این نوع موسیقی صداهای ضبط شده از طبیعت (همچون صدای پرندگان، آب، باران و غیره) در ابتدای قطعه، یا در طول قطعه، بکار گرفته شده‌است.
در حوزهٔ موسیقی نیو ایج نمونه‌های گوناگونی - هم از موسیقی الکترونیک و هم از موسیقی آکوستیک - به وجود آمده‌است. در موسیقی الکترونیک از نت‌های ممتد سینث پد و در موسیقی آکوستیک سازهایی از قبیل پیانو، فلوت، گیتار آکوستیک و برخی سازهای شرقی بکار گرفته می‌شوند. اگرچه استفاده از صدای انسان در این سبک موسیقی در آغاز معمول نبود، اما با تکامل این موسیقی استفاده از خواننده، به‌خصوص برای اجرای آواهایی از بومیان آمریکا، سانسکریت، و تبتی رایج‌تر شد.
موسیقی‌دانان متعددی از سبک‌های گوناگون بر موسیقی نیو ایج اثرگذار بوده‌اند. در سال ۱۹۷۳ آلبوم زنگ‌های لوله‌ای اثر مایک اولدفیلد یکی از اولین آلبوم‌هایی بود که به عنوان نمونه‌ای از موسیقی نیو ایج شناخته شد. در سال ۱۹۷۵ مجموعهٔ طیف اثر استیون هالپرن از آثاری بود که نقش کلیدی در راه‌اندازی جنبش موسیقی نیو ایج ایفا نمود. تا سال ۱۹۸۹ بیش از ۱۵۰ شرکت ضبط مستقل وجود داشت که آثار موسیقی نیو ایج را منتشر می‌کردند.

## تاریخچه

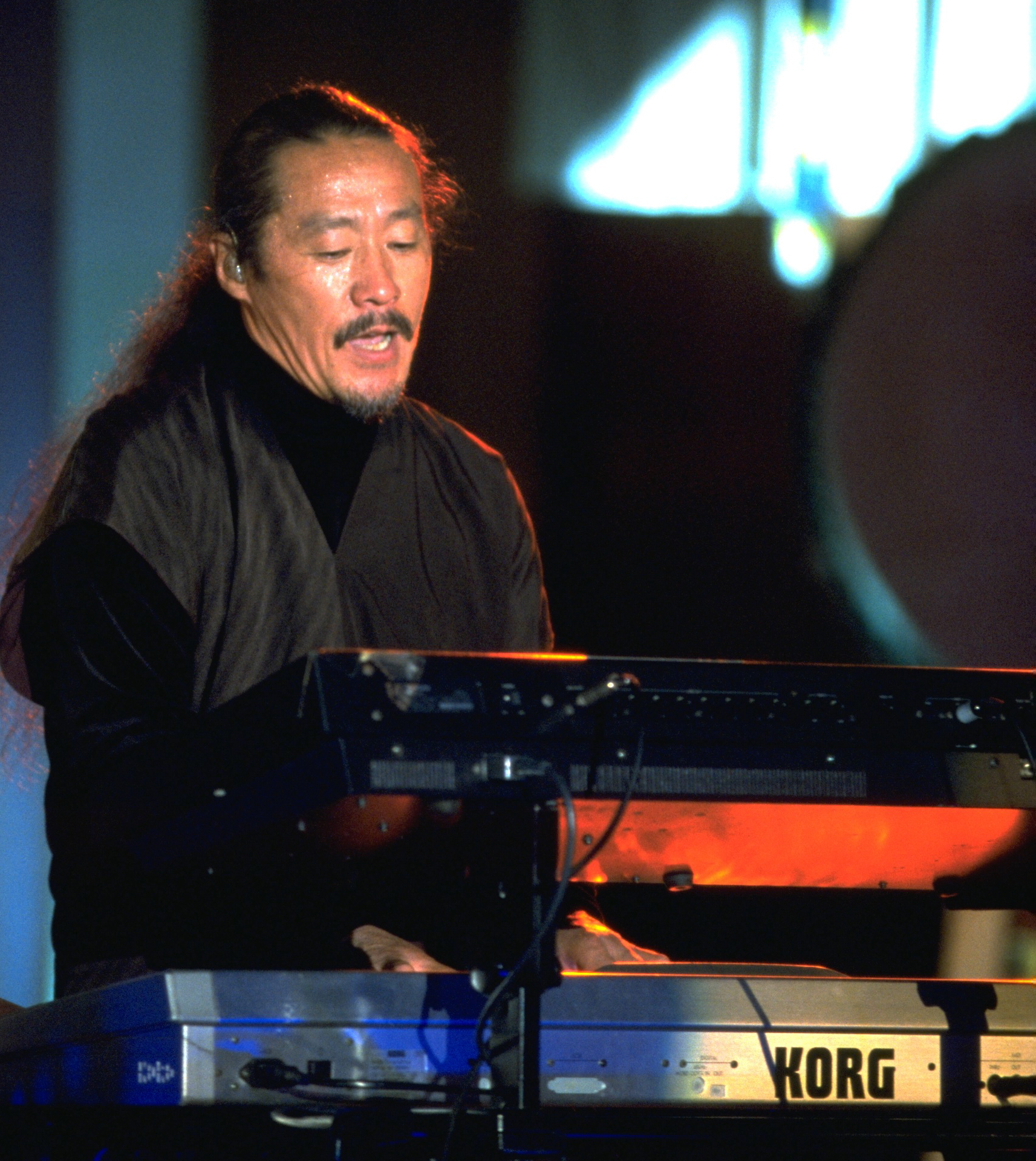
کیتارو، یکی از تاثیرگذارترین هنرمندان موسیقی الکترونیک نیو ایج

موسیقی‌دانان متعددی از سبک‌های گوناگون - همچون موسیقی فولک، مینیمال، الکترونیک و جاز - بر موسیقی نیو ایج اثرگذار بوده‌اند. طی دههٔ ۱۹۷۰ سبک‌ها و ترکیب‌های مختلفی از موسیقی نیو ایج الکترونیک، تجربی و آکوستیک به وجود آمدند که شامل موسیقی آسیایی مانند کیتارو و یلو مجیک ارکسترا نیز هست.
از آلبوم مجموعهٔ طیف اثر استیون هالپرن که در سال ۱۹۷۵ منتشر شد معمولاً به عنوان اثری که باعث راه‌اندازی جنبش موسیقی نیو ایج شد یاد می‌شود. در آغاز، نیو ایج عموماً توسط شرکت‌های مستقل تولید و فروخته می‌شد. آلبوم‌های نیو ایج در فروشگاه‌های غیر موسیقی مانند کتابفروشی‌ها، کادوفروشی‌ها و فروشگاه‌های مواد غذایی سالم فروش قابل توجهی داشتند. نمونهٔ مهم دیگر از آلبوم‌های اولیهٔ نیو ایج، موسیقی فیلم مستند زندگی اسرارآمیز گیاهان اثر موسیقی‌دان آر اند بی استیوی واندر است که در سال ۱۹۷۹ به عنوان اولین آلبوم نیو ایج که به صورت دیجیتال ضبط شده بود، منتشر گردید. در سال ۱۹۸۱ شرکت Tower Records واقع در مانیتین ویو در کالبفرنیا یک ردهٔ جدید برای موسیقی نیو ایج به کاتالوگ انواع موسیقی خود اضافه کرد. تا سال ۱۹۸۵ بسیاری از شرکت‌های ضبط مستقل و همچنین فروشگاه‌های زنجیره‌ای بخش‌هایی را به موسیقی نیو ایج اختصاص دادند. همچنین شرکت‌های عمده ضبط - چه از طریق خریدن امتیاز شرکت‌های کوچک و چه از طریق عقد قرارداد با هنرمندان این سبک همچون کیتارو - به تدریج به این موسیقی روی می‌آوردند.
تا سال ۱۹۸۹ اقبال به این موسیقی نیو ایج در آمریکا به حدی رسید که بیش از ۱۵۰ شرکت مستقل آثاری در این سبک موسیقی منتشر می‌کردند، صدها ایستگاه رادیویی آن را پخش می‌کردند، و بیش از چهل توزیع‌کنندهٔ عمده به فروش و توزیع آثار این سبک مبادرت ورزیدند.

## تعاریف

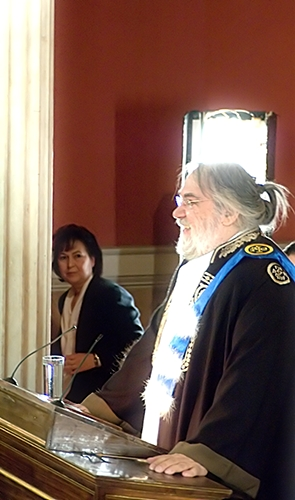
آثار ونگلیس آهنگ‌ساز یونانی (که بسیاری او را با موسیقی فیلم‌هایی که ساخته‌است می‌شناسند) نمونه‌های بارزی از موسیقی نیو ایج بشمار می‌روند.

از آن‌جا که سازهای مختلفی، اعم از آکوستیک، الکترونیک، یا حتی ترکیب هر دو در موسیقی نیو ایج بکار گرفته می‌شود، تعاریف این سبک مبتنی بر سازهای بکار گرفته شده در آن نمی‌باشند، بلکه این سبک موسیقی را معمولاً به واسطهٔ تأثیر آن بر احساس شنونده تعریف می‌کنند. هنرمندان نیو ایج - چه در تک‌نوازی و چه در اجراهای گروهی - از سازهای موسیقی کلاسیک اعم از پیانو، گیتار آکوستیک، فلوت و چنگ، یا سازهای موسیقی الکترونیک، یا حتی سازهای شرقی از قبیل سی‌تار، طبلا و تامبورا استفاده نموده‌اند.
بخش‌هایی از موسیقی نیو ایج دارای همپوشانی قابل توجه با سایر سبک‌های موسیقی از قبیل امبینت، کلاسیک، جاز، الکترونیکا، و چیل‌اوت می‌باشند. برای موسیقی نیو ایج معمولاً یکی از دو تعریف زیر ارائه می‌شود:
- موسیقی‌ای که به منظور استفاده در مدیتیشن یا دیگر مراسم معنوی از قبیل یوگا، چاکرا و طب جایگزین ساخته می‌شود. از جمله هنرمندان برجسته‌ای که هدف خود از ساختن موسیقی نیو ایج را استفاده در مدیتیشن عنوان می‌کنند می‌توان به استیون هالپرن، پل هورن، و دین ایونسن اشاره کرد.
- موسیقی‌ای که فروشگاه‌های موسیقی آن را در بخش نیو ایج می‌گذارند. با توجه به تنوع گستردهٔ آثاری که شرکت‌های ضبط و فروشگاه‌های موسیقی در این رده موسیقی می‌گنجانند، به نظر می‌رسد چنین تعریفی بیشتر یک تعریف عمل‌گرایانه باشد. این تعریف بیشتر شامل آثاری می‌شود که به‌راحتی زیر عنوان سایر سبک‌های شناخته شده و جاافتاده قرار نمی‌گیرند، در عین حال شامل برخی از انواع شناخته شدهٔ موسیقی از قبیل ورلدبیت و گیتار فلامنکو می‌باشد. این تعریف همچنین موسیقی نیو ایج معنوی (تعریف اول) را به عنوان یک زیر مجموعه در بر می‌گیرد. بعضی فروشگاه‌ها این نوع موسیقی را به زیرگروه‌هایی از قبیل «صدای طبیعت»، «پیانو»، «آواها» و غیره تقسیم می‌کنند. آمازون علاوه بر این زیرسبک‌های «سلتیک»، «مدیتیشن»، و «آرامش»، و آی‌تیونزاستور زیرسبک‌های «طبیعت»، «محیط زیست»، «تمدد»، و «سفر» را به رده‌بندی انواع موسیقی خود اضافه کرده‌اند. لیست وبسایت آلمانی سیلنزیو، دارای حدود هفتاد زیر سبک برای موسیقی نیو ایج است.

## هنرمندان اثرگذار و تم‌های نیو ایج

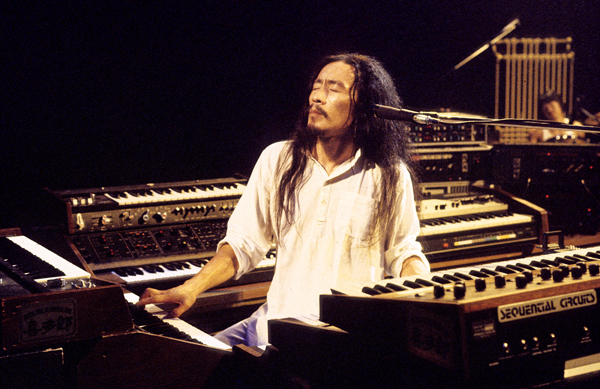
به جرات میتوان گفت او یکی از پیشگامان سبک عصر نو میباشد و در طول حدود 40 سال از زندگی هنری و حرفه ای او آثار برجسته بسیار زیادی را ساخته است

طی سال‌های ۱۹۶۸ تا ۱۹۷۳ موسیقی‌دانان آلمانی از جمله ادگار فروزه، هولگار زوکی، و اشرا مجموعه‌ای از آثار را با استفاده از صداها و اصوات تجربی (با به‌کارگیری سینث‌سایزر، سازهای آکوستیک و الکترونیک) منتشر کردند که از آن‌ها تحت عنوان کراوت‌راک یاد می‌شود. این تجربیات تبدیل به زیربنای مهمی برای سبک‌های موسیقی امبینت و نیو ایج شدند. اواخر دههٔ ۱۹۷۰ تجربیات برایان اینو در موسیقی امبینت زمینهٔ شکل‌گیری موسیقی نیو ایج در کارهای دیگرانی همچون رابرت فریپ را بیش از پیش فراهم نمود.
در سال ۱۹۷۳ آلبوم نامتعارف زنگ‌های لوله‌ای در سبک پراگرسیو راک اثر مایک اولدفیلد یکی از اولین آلبوم‌هایی بود که به عنوان نمونه‌ای از موسیقی نیو ایج شناخته شد. نمونه‌های برجسته دیگر شامل موسیقی الکترونیک، موسیقی کلاسیک، موسیقی محلی، و موسیقی ملل می‌باشند. می‌توان از مینی‌مالیسم در کارهای تری ریلی و استیو رایش، و همچنین الگوهای تکرارشونده در موسیقی تونی کونارد و لامونت یونگ، به عنوان عوامل مؤثر بر شکل‌گیری موسیقی نیو ایج یاد کرد. عامل دیگر مرتبط با پیدایش موسیقی نیو ایج را می‌توان رجعت برخی از موسیقی‌دانان به آواهای گرگوری (سرودهای مذهبی مسیحی) در نیمهٔ دوم قرن بیستم دانست. اکنون موسیقی نیو ایج از این نوع موسیقی کاملاً منشعب شده‌است و آواهای «معنوی» به زبان‌های باستانی از قبیل سانسکریت، لاتین، و عبری را نیز در بر می‌گیرد. می‌توان از کریشنا داس، دیوا پرمال، باگاوان داس، و سناتم کور به عنوان هنرمندان شناخته شدهٔ این نوع موسیقی نام برد.
از تک‌نوازی‌های کیث جارت، رالف تونر، و لایل میز که همگی توسط ئی سی ام منتشر شده‌اند نیز به عنوان آثار مهم و اثرگذار موسیقی نیو ایج یاد می‌شود. همچنین آثار ویلیام اکرمن، الکس دگراسی، جرج وینستون، و مایکل هجز که توسط شرکت ویندام هیل منتشر شدند نیو ایج به‌شمار می‌رفتند.
برخی از تم‌های محبوب در موسیقی ایج عبارتند از فضا و کیهان، پیرامون و طبیعت، سلامتی، هماهنگی با خود و جهان، رؤیاها، و سفر ذهن و روح. اسامی آلبوم‌ها و قطعات نیو ایج نیز معمولاً عناوینی گویا هستند: ماه‌های شبان اثر انیا، مستقیم تا شکارچی (صورت فلکی) اثر کیتارو، لمس ابرها اثر سیمبیوسیس، و یک‌نفس عمیق اثر برادلی جوزف.
شنیدن چند دقیقه از این سبک موسیقی با آرامش و مدیتیشن در طول روز، می تواند تاثیر مثبتی در تمام عملکردهای روزانه ما داشته باشد و شانس موفقیت ما را در هر کاری بالاتر ببرد. یک ذهن آرام به مراتب بهتر، دقیق تر و سریع تر از یک ذهن شلوغ می تواند یک تصمیم درست را در یک زمان و مکان درست و به موقع بگیرد و اشتباهات بسیار کمتری داشته باشد.

## سایر عنوان‌ها

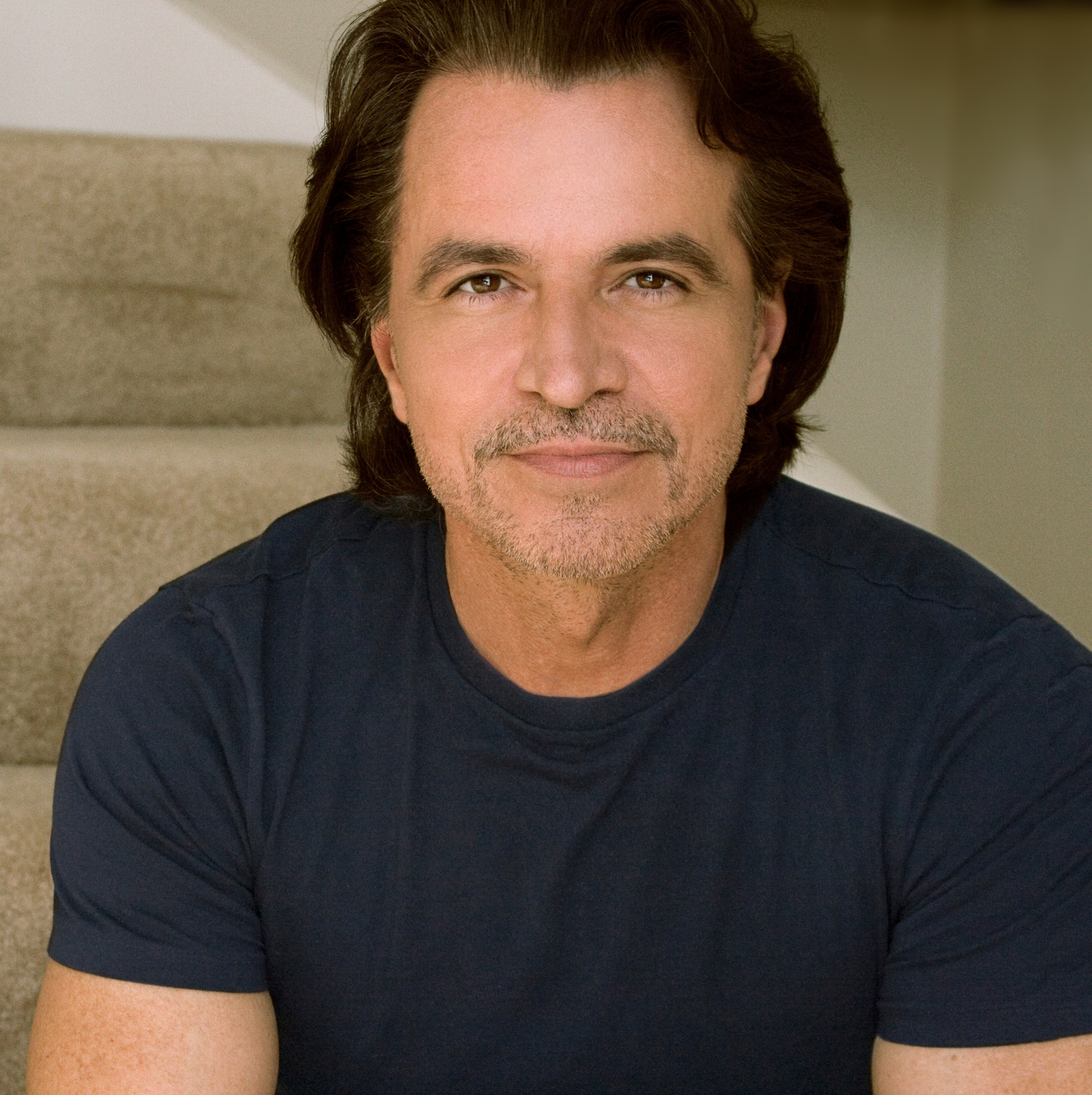
بسیاری از آلبوم‌های یانی موسیقی‌دان و آهنگ‌ساز یونانی به صدر رده‌بندی پرفروش‌ترین‌های نشریهٔ بیلبورد در موسیقی نیوایج رسیدند.

همان‌طور که در این مقاله ذکر شد مرزهای موسیقی نیو ایج به‌طور کامل و دقیق تعریف نشده‌اند. اما فروشگاه‌های موسیقی آثار هنرمندان مختلفی را در این رده موسیقی گنجانده‌اند، حتی اگر خود هنرمندان عنوان‌ها دیگری را برای سبک موسیقی خود بکار برند. مثال‌هایی از عنوان‌ها جایگزین موسیقی نیو ایج عبارتند از:

### موسیقی سازی معاصر
عنوان «موسیقی سازی معاصر» را می‌توان به آثار هنرمندانی مانند دیوید لانز که در موسیقی خود از سازهای الکترونیک استفاده نمی‌کنند اطلاق کرد. به همین ترتیب پیانیست‌هایی مانند یانی و برادلی جوزف نیز از این عنوان استفاده می‌کنند، اگرچه هر دوی آن‌ها از کیبورد برای اضافه کردن صداهای ارکستری در موسیقی خود استفاده می‌کنند. یانی بین سبک موسیقی نیو ایج و جنبش معنوی نیو ایج تفاوت قائل می‌شود.

### موسیقی سازی معاصر بزرگسالان
این عنوان توسط استیون هالپرن در نشریهٔ صدای نیو ایج ژوئن ۱۹۹۹ به عنوان یک عنوان کلی برای تمام آثاری که توسط فروشگاه‌های موسیقی زیر عنوان نیو ایج قرار می‌گیرند، اما واضحاً ماهیت نیو ایج معنوی ندارند پیشنهاد شد.